# فوز دو إغواسو
فوز دو إغواسو (بالبرتغالية: Foz do Iguaçu) هي مدينة حدودية برازيلية على حدود شلالات إجوازو. وهي سابع أكبر مدينة في ولاية بارانا. يصل عدد سكان المدينة حوالي 265,000 نسمة. وهي تقع حوالي 650 كم (400 ميل) غرب عاصمة الولاية، كوريتيبا، كونها تقع غرب الولاية.
يطلق على سكان المدينة إغواسويسيس. تقع شلالات إجوازو على حدود الأرجنتين، والبرازيل وتتألف من حوالي 257 فدان يسقط أكثر من 2.7 كيلومتر (1.7 ميل)، والتي أختيرت كواحدة من عجائب الدنيا السبع الطبيعية.
تتميز المدينة بالسياحة والتنوع الثقافي، حيث تضم قرابة 80 جنسية وأكثرها تمثيلاً هي من إيطاليا، البرتغال، لبنان، الصين، باراغواي، والأرجنتين. دمجت فوز دو إغواسو في المنطقة الثلاثية الوطنية، المتاخمة للمدينة الأرجنتينية بويرتو جواسيو، والباراغواي سيوداد ديل إستي. يعتمد اقتصاد المدينة على السياحة، مع التركيز على التجارة والخدمات.
وفقا لبحث أجراه المعهد البرازيلي للسياحة (إمبراتور)، ومؤسسة معهد البحوث الاقتصادية (إف آي إف إي) في عام 2006 و2007 و2008، فوز دو إغواسو تعتبر الوجهة الترفيهية ثاني أكثر المدن زيارةً من قبل السياح الأجانب في البرازيل بعد ريو دي جانيرو.
في عام 2010، تحصلت المدينة على 10 جوائز من وزارة السياحة البرازيلية لأفضل الممارسات ومؤشر التنافسية. وقد لفتت فوز دو إغواسو الاهتمام لمختلف وسائل الإعلام الوطنية والدولية. حيث وصفتها الصحيفة البريطانية الغارديان بالوجهة الأجنبية الأفضل خارج المملكة المتحدة.
أما شبكة التلفزيون الأميريكية سي إن إن فقد وصفت المدينة بأنها واحدة من أكثر 14 مدينة رومانسية في العالم.
فوز دي إغواسو هي موطن سد إيتايبو، أطول سد وواحد من أكبر محطات توليد الطاقة الكهرومائية في العالم لتوليد الطاقة، مع 20 وحدة مولد و14000 ميغاواط من القدرة المركبة، يوفر 17% من الطاقة المستهلكة في البرازيل، و75% من حاجة الباراغواي للطاقة.

## ديموغرافيا

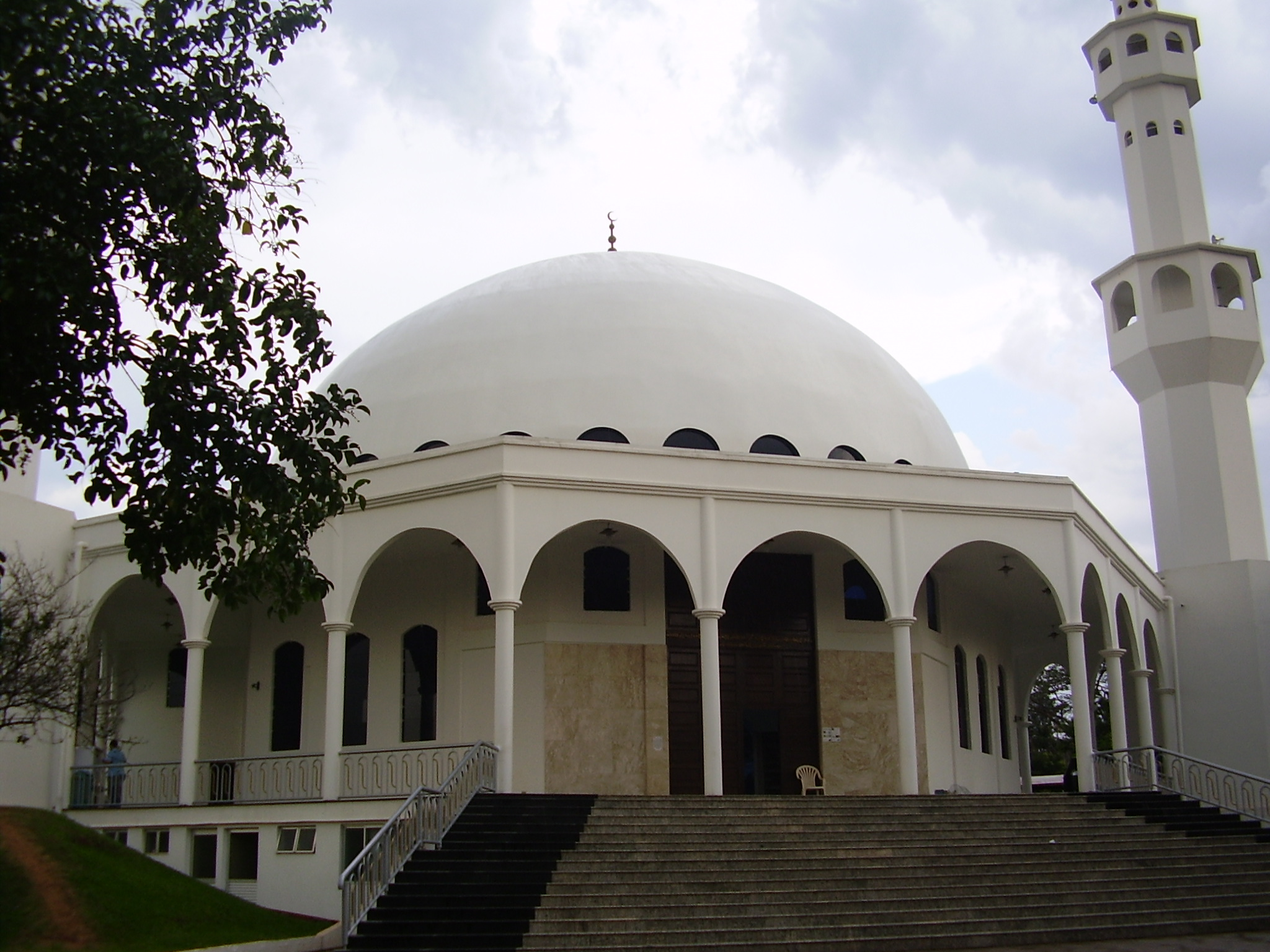
مسجد عمر بن الخطاب بمدينة فوز دو إغواسو

يبلغ عدد سكان المدينة ما يقرب من 265,000 نسمة، بينما منطقة تريبيسي فرونتيرا (المنطقة الحدودية الثلاثية) والتي تضم (سيوداد ديل استي، هيرنارداريس، بويرتو اجوازو، والمناطق الريفية بما فيها التي تدرج ضمن البلديات) يبلغ مجموع سكانها 820,000 نسمة. المدينة ذات تنوع كبير جدًا، مع العديد من الجاليات المهاجرة، مثل: العرب، الصينيين، ألمان، الإيطاليين، البرتغاليين، الأرجنتيين، الفرنسيين، السويديين، باراغواي، وأوكرانيون.
المدينة في أغلبها تدين بمذهب الكنيسة الرومانية الكاثوليكية، ولكن أقلية كبيرة نسبيًا من المسلمين والبوذيين ممثلة في المدينة كذلك. كما يوجد بالمدينة مسجد كبير هو مسجد عمر بن الخطاب ومعبد بوذي.
فينآرتك، هو حدث سنوي يقام عادةً في شهر مايو بالمدينة في مركز المؤتمرات تحيي فيه ذكرى التنوع الثقافي بالمدينة.

### النفوذ العربي
منذ 1940، اللبنانيون وعرب مسلمين أخرين، استقروا في غرب جنوب مدينة فوز دو إغواسو، في منطقة "الحدود الثلاثية"، حيث تلتقي الباراغواي والأرجنتين والبرازيل في المنطقة الحدودية ذات السيطرة الضعيفة.
يشكل اللبنانيون حوالي 90% من نسبة الجالية الشرق أوسطية بالمدينة، أما البقية فهم من الجزائر، مصر، العراق، الأردن، الكويت، ليبيا، المغرب، سوريا، وفلسطين. ويشكل الإسلام 97% من ديانة الجالية العربية، ويطالب هذا المجتمع بهيئات تمثيلية اجتماعية، وفضاءات دينية.

## التعليم
تصل نسبة الإلمام بالقراءة والكتابة في المدينة إلى 95.5%، معظمهم من الأطفال الذين يرتادون المدارس العامة والخاصة. التعليم العام هو من أولوليات بلدية فوز دو إغواسو وحكومة بلدية بارانا؛ ومع ذلك، لا تزال معظم الأسر متوسطة الدخل وذت الدخل العالي تفضل إرسال ابنائها إلى مدارس القطاع الخاص.
المدينة لديها ما يقرب من 30 مدرسة خاصة، وحوالي 120 مدرسة عامة (بما فيها من دور حضانة ورياض أطفال). إضافةً إلى 6 جامعات:
- سوسيفوز
- يو دي سي
- جامعة أميريكا
- جامعة فوز
- الكليات الأميريكية البريطانية
- يونيويستا

وفي يناير 2010، أسست الجامعة الأمريكا اللاتينية الاتحادية التكاملية